# Zsámbéki templomrom
A  zsámbéki templomrom a Pest vármegye Budakeszi járásában található Zsámbék meghatározó látványossága. A középkorban emelték ott, ahol a dombság véget ér és átadja helyét a lapálynak.
A templomrom egész pontosan egy háromhajós premontrei bazilika és kolostor torzója, mely 1220–1234 között épült késő román és korai gótikus stílusban. 1763-ban a nagy komáromi földrengés rombolta le, azóta nem építették újjá. Az északnyugati torony eredeti toronysisakja is elpusztult, ezt egy bádog védőtetővel pótolták, így jóval alacsonyabb a délkeleti toronynál. Annak még megvan az eredeti sisakja. Jelenleg a rom belső területe is látogatható. A hajdani kolostor dongaboltozatos termében kőtár tekinthető meg. A romterület műemlék.

## A kolostor története
Az 1050-es években már kőtemplom állt itt, amelyet a következő században bővítettek. III. Béla király a második felesége, Capet Margit kíséretében érkező, francia származású Aynard lovagnak adományozta Zsámbékot. Az ő leszármazottai építtették 1220 körül (bizonyosan 1235 előtt) a Keresztelő Szent János tiszteletére fölszentelt késő román stílusú bazilikát, és a hozzá északról csatlakozó premontrei kolostort. Építése zömében a tatárjárás előtti időre tehető, de a befejező építkezések már minden jel szerint a tatárjárás után zajlottak. Az alapítókat a kolostor templomában temették el.
IV. Béla király az alapítók utódainak kérésére megerősítette az akkor már felépült templom és kolostorra vonatkozó birtokadományokat. A tekintélyes, jelentős vagyonnal rendelkező kolostorban népes szerzetesi közösség élt, a tagok létszáma elérte a húszat is.
A 15. században leégett a kolostor, majd 1475-ben a premontrei rend hanyatlása miatt Mátyás király a pálosok kezelésébe adta, pápai engedéllyel. Az új birtokosok gótikus stílusú átépítést hajtottak végre. A premontreiek (eredménytelenül) tiltakoztak kolostoruk elvétele miatt.
Buda 1541-es török kézre kerülése után Zsámbék is az új hódítók területére került. A pálosok nem tehettek mást, elmenekültek kolostorukból, amelyet a törökök erődítménnyé alakítottak át.
1689-ben a Zichy család tulajdonába került a településsel együtt a templom is. Ők eleinte a várkastély kápolnáját használták. A templom sorsát 1763. június 28-án földrengés pecsételte meg: leomlott az északi mellékhajó boltozata és oldalfala. A rom gazdátlanná vált, a köveket széthordták a környékbeliek. A viszonylag nehezebben megközelíthető, romladozó középkori kolostortemplom helyett a település központjában építettek maguknak új templomot a zsámbékiak.
Nem maradt volna semmi a romokból, ha Rómer Flóris bencés tanár, régész-művészettörténész és Henszlmann Imre műtörténész az 1870-es években fel nem hívják a figyelmet az értékes emlék megmentésének szükségességére. Trefort Ágoston vallás- és közoktatási miniszter 1889-ben Möller István építészmérnököt bízta meg az állagmegóvási munkákkal. A romlásnak Möller István korszerű restaurálása (1896-1900) vetett véget. Módszere, amely szerint a romot romos állapotban konzerválta, a korszerű műemlékvédelmi elveknek megfelelő. A templomot csak a szerkezeti és állékonysági szükség szerint erősítette meg, részben az eredeti kőanyagból, részben a rekonstrukciós akciót bemutató tégla-aláfogásokkal. Részleteinek tiszta megtartásával hitelesen őrizte meg a magyarországi középkori építészet egyik legértékesebb, kőbe faragott dokumentumát.

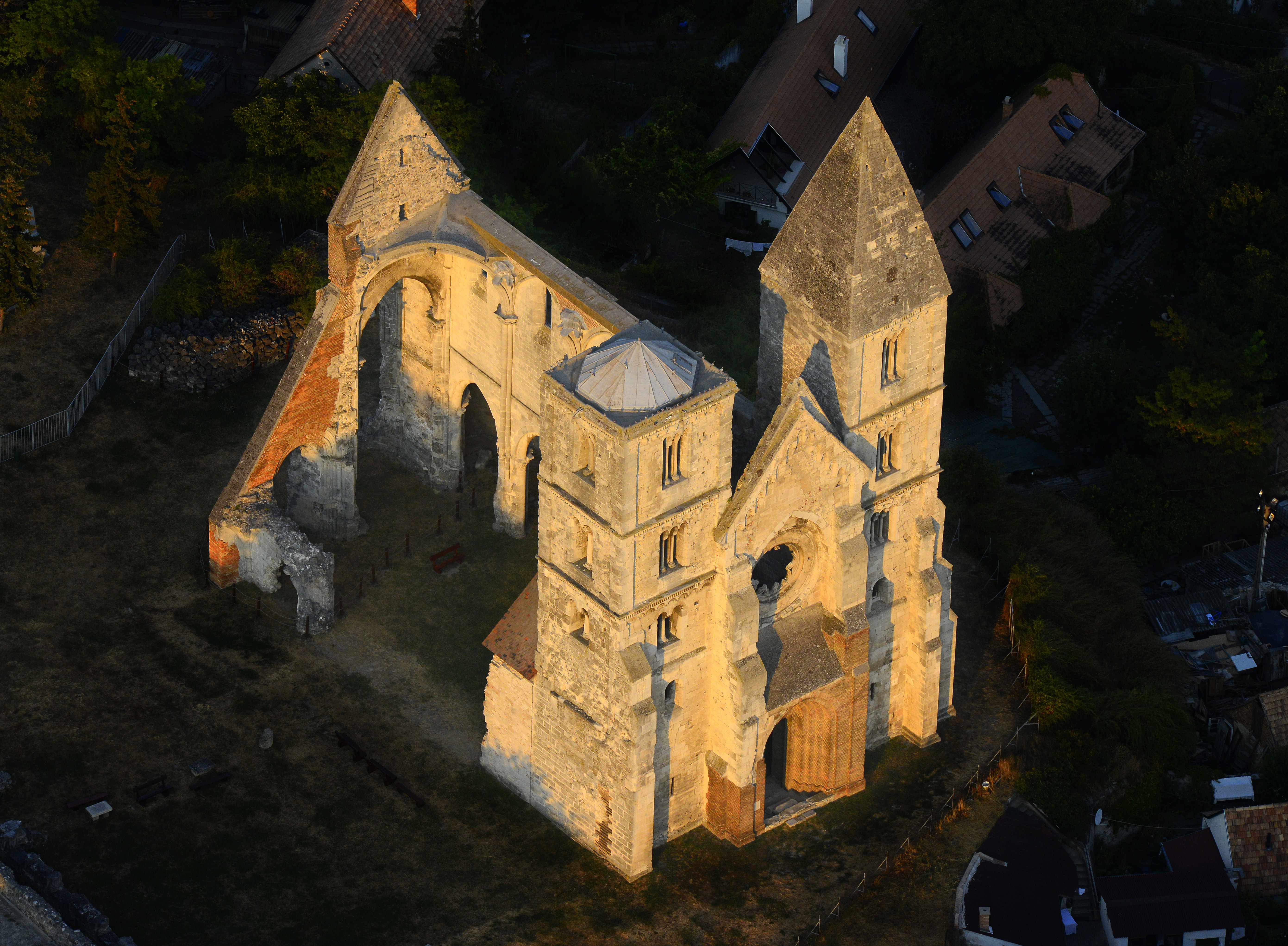
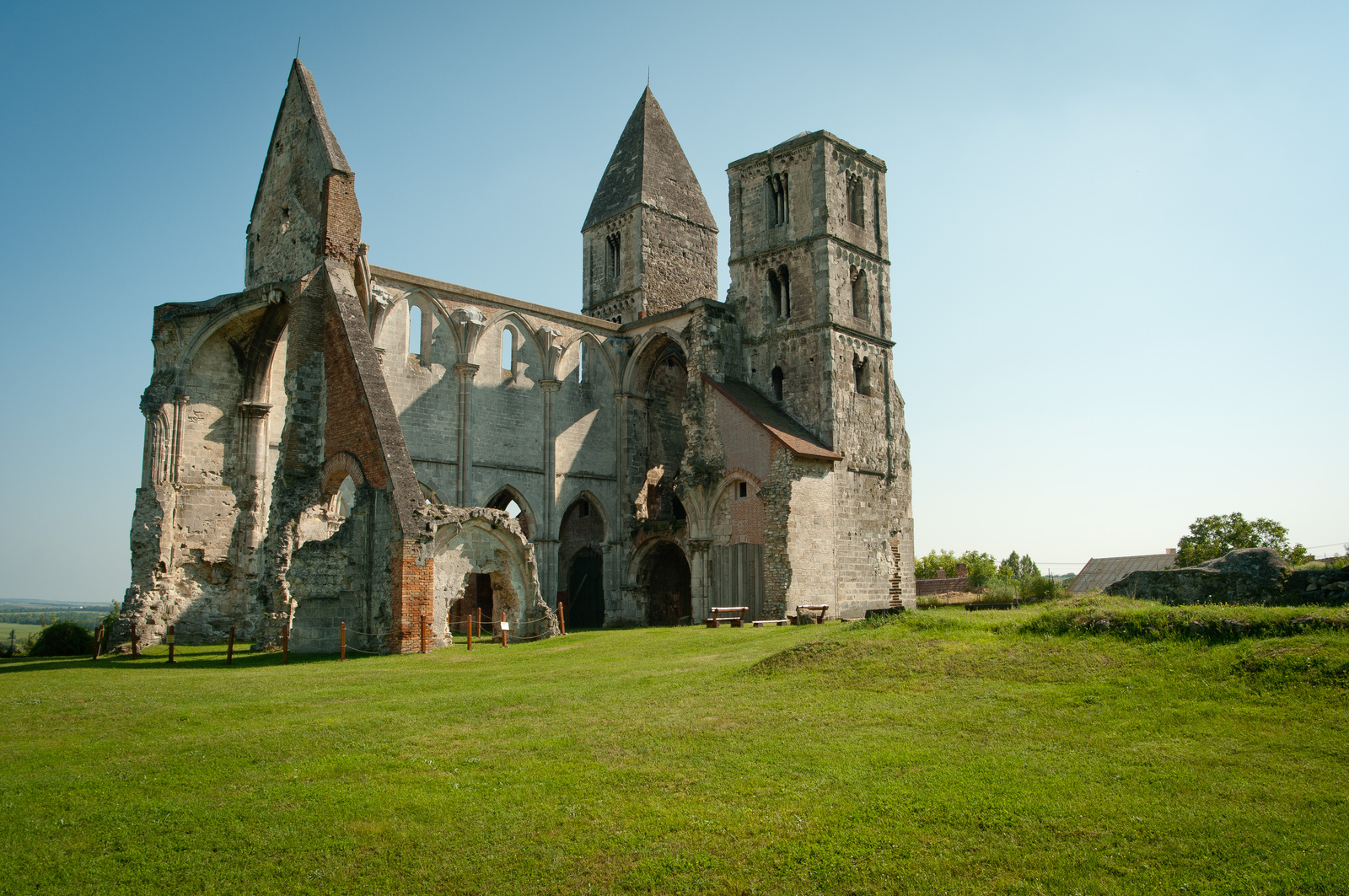
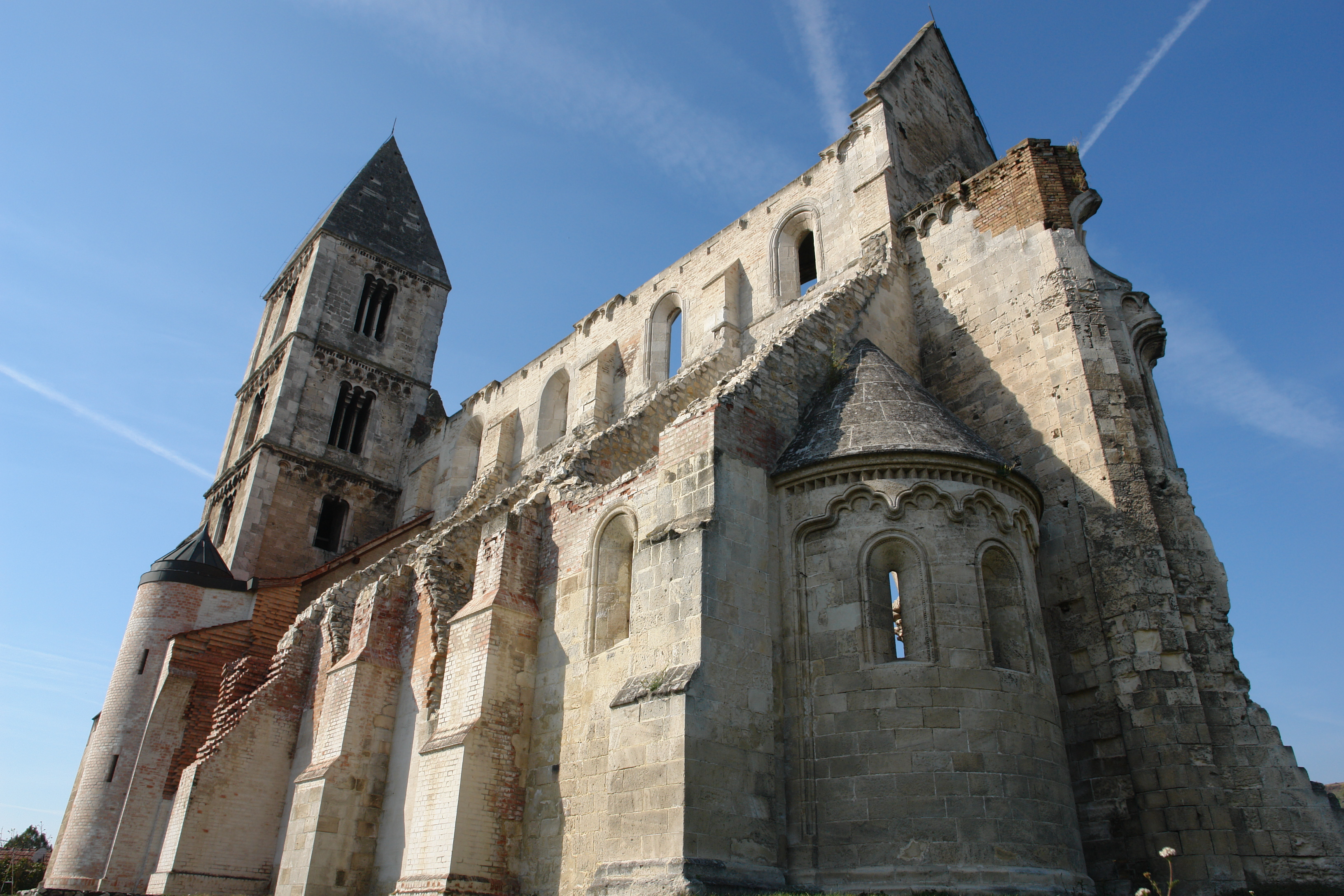
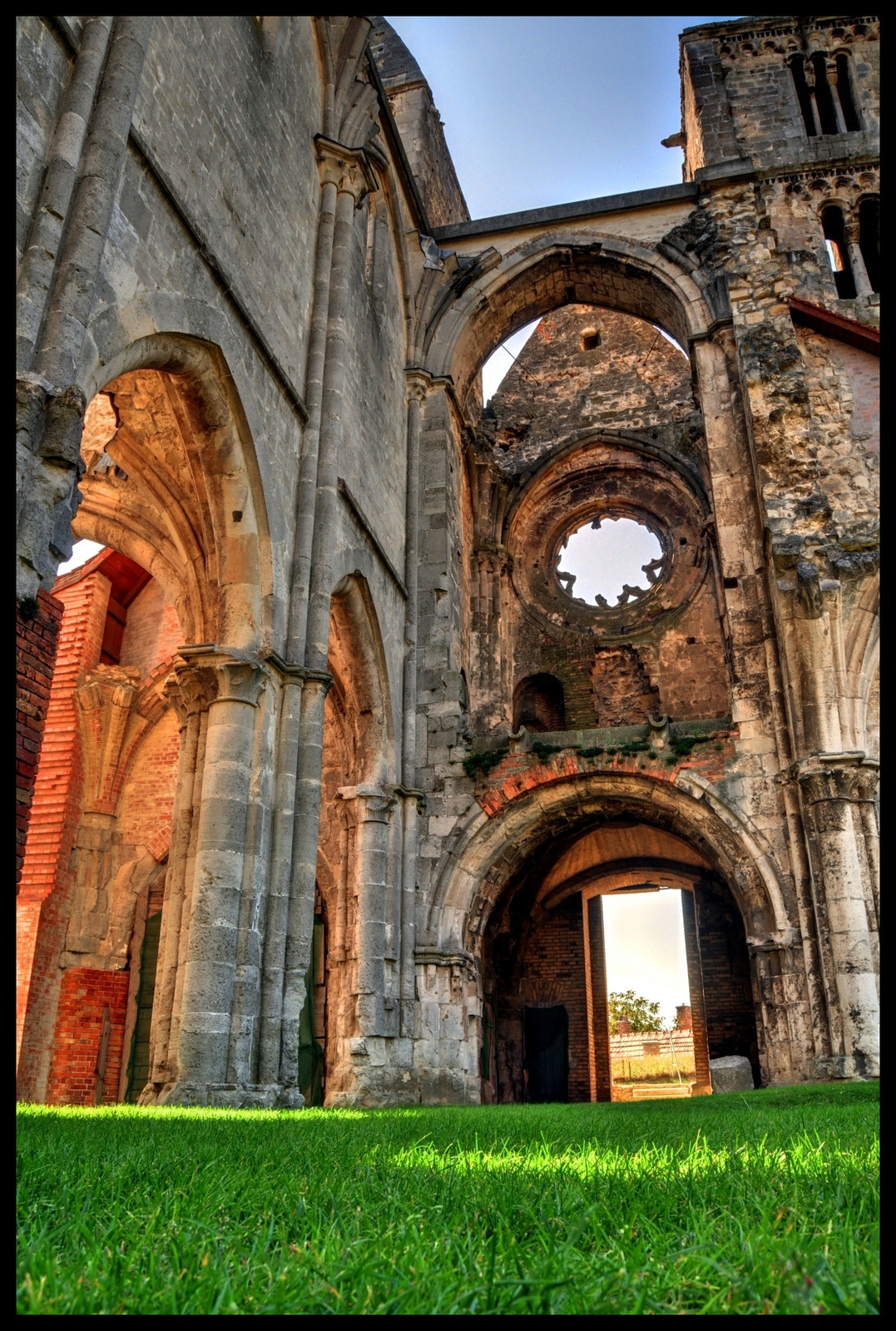

## Az eredeti templom és kialakítása

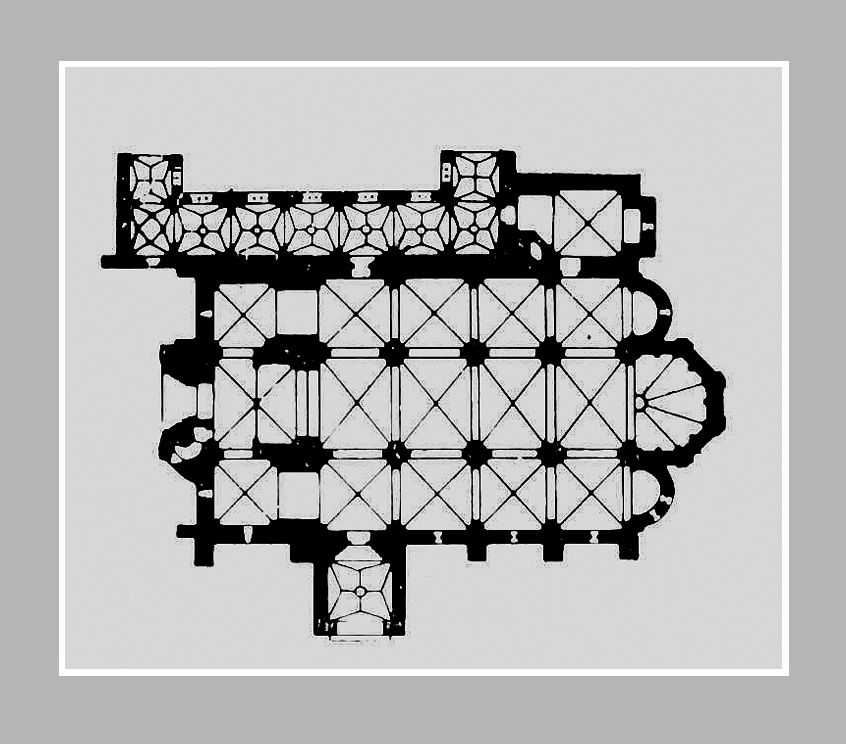
A templomrom alaprajza

Kéttornyos, keresztház nélküli, bazilikális elrendezésű, háromhajós és háromszentélyes, kegyúri karzattal kialakított templom, amelynek délnyugatra néz a főhomlokzata. Részletformáiban – a délkeleti torony ívelt élű kőgúlasisakjában, növénydíszű és sárkányos oszlopfejezeteiben, ívsoros párkányprofiljaiban és a hajók boltozataiban – késő román stílusjelleget mutat, azonban helyenként már a gótika építészeti felfogását is érzékelteti (a középső szentély többszögű, poligonális kialakítása, a karzat alatti hatsüveges boltozása, illetve a bizonytalanul kialakított támpillérrendszer).

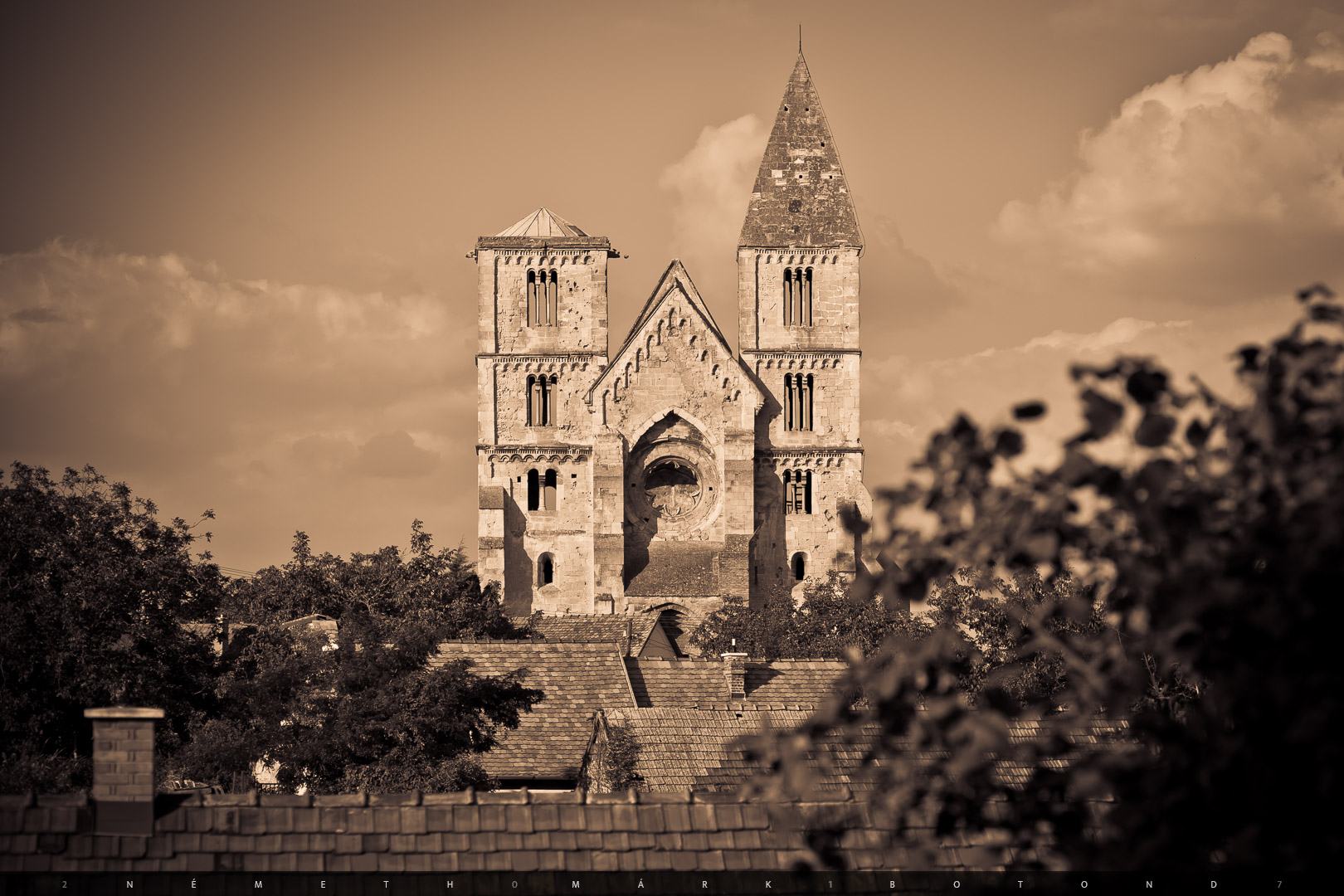
A délnyugatra néző főhomlokzat

Későbbi származású volt az északnyugati torony elpusztult gótikus sisakja, továbbá a homlokzati oromfal rózsaablaka, és a templomtól északra elterülő rendház töredékekben kiásott kerengője – amely jelenleg alaprajzi töredékekben látható.
A romtemplom, még töredékesen megmaradt torzójában is a premontrei rend kimagasló, hazánkban legművészibb hagyatéka. Nemzetségi monostor volt, és elrendezésében olyan szorosan csatlakozott a bencések hasonló templom- és kolostorépítményeihez (Lébény, Ják), hogy építését egyes kutatók hajlandók a Benedek-rend művészileg rugalmasabb, s a kegyúri építkezésekben egyébként is igen tevékeny dunántúli építőműhelyének tulajdonítani.

## Feltárások
1934-ben Lux Kálmán építész tárta fel a templom északi oldalához csatlakozó kolostor falrészeit, amit a pálosok építettek. Ebből az épületből legépebben egy dongaboltozatos terem (ez lett a kőtár), a hajdani refektórium (ebédlő), a kerengő alapfala és pincerendszer maradt meg.
1933-ban Möller Istvánnak, a romtemplom állagmegóvási munkái vezetőjének kutatásai és sejtései alapján tervezték és építették fel a budapesti Lehel-téri templomot.
2023-ban a zsámbéki önkormányzat pályázatot írt ki a templom és a kolostor újjáépítésére. A teljes visszaépítés terve vitákat szült. Egyes szakértők szerint az elképzelés szembemegy azokkal a műemlékvédelmi elvekkel, amelyeket Möller István már a 19. század végén gondosan alkalmazott, míg más vélemény szerint az ICOMOS ajánlása, amely szerint a műemléket rom formájában kellene megőrizni, inkább a templom további pusztulását eredményezné.